# Station Nogent-le-Rotrou
Station Nogent-le-Rotrou is een spoorwegstation in de Franse gemeente Nogent-le-Rotrou.